# Liste des batailles entre l'Angleterre et l'Écosse
Le royaume d'Angleterre et le royaume d'Écosse se sont livrés de nombreuses batailles, généralement terrestres, et en particulier sur les marches frontières anglo-écossaises ou pour la possession de Berwick-upon-Tweed. Cette liste ne concerne qu'accessoirement le Moyen Âge et ne commence qu'après la stabilisation des deux royaumes au VIe siècle. Elle se termine avec l'Union personnelle des deux couronnes lorsque le roi Jacques VI d'Écosse accède en 1603 au trône d'Angleterre sous le nom de Jacques Ier. 
Les batailles ultérieures liées aux guerres des Trois Royaumes ou aux soulèvements jacobites sont des affrontements identifiés comme guerres civiles britanniques.

## Les anciens royaumes
- 596 : Bataille de Raith
- 671 : Bataille des Deux Rivières
- 685 : Bataille de Nechtansmere

## Premières batailles entre l'Angleterre et l'Écosse
- 937 : Bataille de Brunanburh
- 1018 : Bataille de Carham
- 1093 : Bataille d'Alnwick
- 1138 : Bataille de Clitheroe
- 1138 : Bataille de l'Étendard
- 1174 : Bataille d'Alnwick

## Première guerre d'indépendance
- 1296 : Siège de Berwick
- 1296 : Bataille de Dunbar
- 1297 : Révolte de Lanark
- 1297 : Raid de Scone
- 1297 : Bataille du pont de Stirling
- 1298 : Bataille de Falkirk
- 1303 : Bataille de Roslin
- 1304 : Bataille de Happrew
- 1304 : Siège du château de Stirling
- 1304 : Bataille d'Earnside
- 1306 : Bataille de Methven
- 1307 : Bataille de Loch Ryan
- 1307 : Bataille de Turnberry
- 1307 : Bataille de Glen Trool
- 1307 : Bataille de Loudoun Hill
- 1308 : Bataille de la rivière Dee
- 1314 : Siège de Roxburgh
- 1314 : Bataille de Bannockburn
- 1315 : Siège de Carlisle
- 1316 : Bataille de Skaithmuir
- 1318 : Siège de Berwick
- 1319 : Siège de Berwick
- 1319 : Bataille de Myton
- 1322 : Bataille d'Old Byland
- 1327 : Bataille de Stanhope Park

## Expédition écossaise en Irlande
- 1315 : Bataille de Moiry Pass
- 1315 : Bataille de Connor
- 1315 : Bataille de Kells
- 1316 : Bataille de Skerries
- 1318 : Bataille de Faughart

## Deuxième guerre d'indépendance
- 1333 : Bataille de Dornock
- 1333 : Siège de Berwick
- 1333 : Bataille de Halidon Hill
- 1335 : Bataille de Boroughmuir
- 1346 : Bataille de Neville's Cross
- 1355 : Bataille de Nesbit Moor

## Batailles de frontières
- 1372 : Bataille de Duns
- 1385 : Siège de Wark
- 1388 : Bataille d'Otterburn
- 1402 : Bataille de Nesbit Moor
- 1402 : Bataille de Homildon Hill
- 1415 : Bataille de Yeavering
- 1436 : Bataille de Piperdean
- 1448 : Bataille de Sark
- 1460 : Siège de Roxburgh
- 1482 : Siège de Berwick
- 1513 : Bataille de Flodden Field
- 1514 : Bataille de Hornshole
- 1542 : Bataille de Haddon Rig
- 1542 : Bataille de Solway Moss

## Rough Wooing
- 1544 : Incendie d'Édimbourg
- 1545 : Bataille d'Ancrum Moor
- 1547 : Bataille de Pinkie Cleugh
- 1547 - 1550 : Siège du château de Broughty
- 1548 - 1549 : Siège de Haddington

## Dernières escarmouches
- 1575 : Raid de Redeswire